# متیو سلت
متیو سلت (انگلیسی: Matthew Selt؛ زادهٔ ۷ مارس ۱۹۸۵) یک بازیکن اسنوکر اهل انگلستان است.
او اولین عنوان رنکینگ(مؤثر در رتبه) خود را با شکست لیو هائوتیان در فینال مسابقات آزاد هند سال 2019 به دست آورد.
همچنین از افتخارات وی میتوان به کسب نایب قهرمانی در مسابقات آزاد لیسبون (مرحله پنجم تور اروپا ۱۵-۲۰۱۴) اشاره کرد.